# Олдхэм, Джозеф
Джозеф Хоулдсворт Олдэм (англ. Joseph Houldsworth Oldham, д.р. 1874–1969 гг) — шотландский миссионер в Индии, деятель экуменизма.

## Биография
Олдхэм был сыном Джорджа Вингейта Олдхэма (1807–1859гг) и Элизы Хоулдсворт (д.р. 1845),   родился в Индии и воспитывался в Бомбее до 7 лет. Его семья вернулась в Шотландию, жила в Криффе и Эдинбурге. Олдхэм поступил учиться в Тринити-колледж в Оксфорде, затем в 1897 году отправился в Лахор в качестве миссионера шотландской YMCA. В 1898 году с Лахоре женился на Мэри Анне Гибсон Фрейзер (д.р.1875–1965гг), дочери Эндрю Фрейзера и Агнес Уайтхед, урожденной Арчибальд (д.р.1847–1877гг). Супруги заболели тифом и вернулись в Шотландию в 1901 году.
В 1912 году он стал редактором журнала International Review of Missions. В конце Первой мировой войны работал секретарем Чрезвычайного комитета сотрудничающих миссий (Emergency Committee of Cooperating Missions) под председательством Джона Мотта. В частности, включение статьи 438, которая касалась переданной союзникам в доверительное управление собственности немецких миссий в Версальский договор, объясняется лоббированием со стороны Олдхэма.
С 1921 по 1938 год Олдхэм работал секретарем Международного миссионерского совета с момента его основания в Лондоне. На этом посту он совместно с Моттом, Уильямом Патоном и аббатом Ливингстоном Уорнсхейсом помог повысить эффективность совета. В 1926 году своими усилиями по сбору средств Олдхэм способствовал основанию Международного института африканских языков и культур. Так же он сыграл важную роль в формировании Всемирного совета церквей.
С 1938 по 1947 год Олдхэм организовал христианский аналитический центр «The Moot». Самыми постоянными членами его собраний были Джон Бэйли, Фред Кларк, Томал Элиот, Эрик Фенн, Герберт Артур Ходжес, Элеонора Иредейл, Карл Мангейм, Уолтер Моберли, Джон Миддлтон Мерри, Мэри Олдхэм, Гилберт Шоу и Алек Видлер. Стефан Коллини резюмирует, что дискуссии касались культурного лидерства в современном обществе. Олдхэм также редактировал «Christian News-Letter» для Совета церквей по христианской вере и общей жизни (Council of the Churches on the Christian Faith and the Common Life), где опубликовал некоторые документы, полученные в ходе встреч The Moot.

## Литературная и общественная даятельность
Книгу Олдхэма «Christianity and the Race Problem» (1924), направленную против рассовой теории, назвали «сложной попыткой разработать альтернативный христианский анализ расовых отношений, нападая на детерминизм Стоддарда и Гранта, оба из которых цитируются, по научным, экономическим соображениям и этическим основаниям». Однако предложенные им решения были раскритикованы как расплывчатые. На момент публикации он получил положительную оценку от Кристиана Снук-Хюргронье. 
Олдхэм был лидером в организации, написании и редактировании материалов для конференции «Conference on Church, Community, and State», известной как Оксфордская конференция 1937 года. На Первой ассамблее Всемирного совета церквей в 1948 году Олдэм представил документ «A Responsible Society». В более позднем творчестве на него повлияли Людвиг Фейербах, Эберхард Гризебах и Мартин Бубер. Его книга «Life is Commitment» (1959) основана на курсе лекций, прочитанных в Лондонской школе религии.